# Qlimax
Il Qlimax è stato un evento incentrato sul genere hardstyle, accompagnato da sottogeneri e generi affini (early hardstyle e hardcore). Questo evento si è tenuto nei Paesi Bassi in varie località. 
Il Qlimax, assieme ad altri eventi (Epiq, Impaqt, The Qontinent, X-Qlusive, Qlubtempo, Teqnology, Defqon.1, Q-Base, In Qontrol, Qountdown e molti altri) era organizzato da Q-dance, organizzatrice di eventi e casa discografica. L'edizione del Qlimax si è svolta, di solito, ogni anno il quarto weekend di novembre. L'evento essendo annuale ha attirato molti fan da ogni parte del mondo. Il numero di partecipanti dichiarato è di 30 000 persone circa.
Era da molti considerato l'evento più importante nel panorama hardstyle e i DJ che vi partecipavano sono considerati i migliori al mondo.
Il 25 luglio 2024 Q-Dance ha annunciato che l'edizione del 2024 sarebbe stata l'ultima.

## Formazione

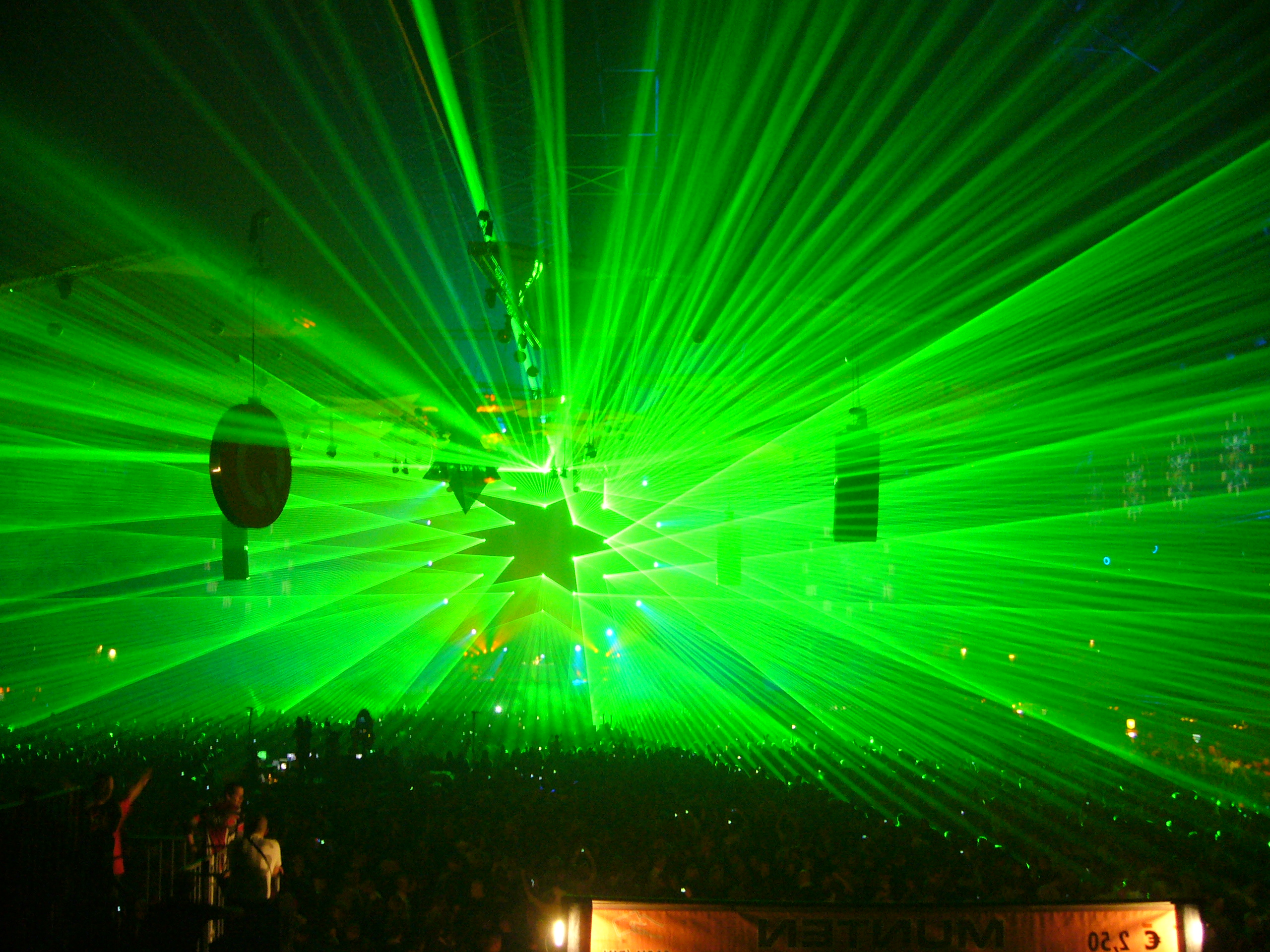
Qlimax 2008

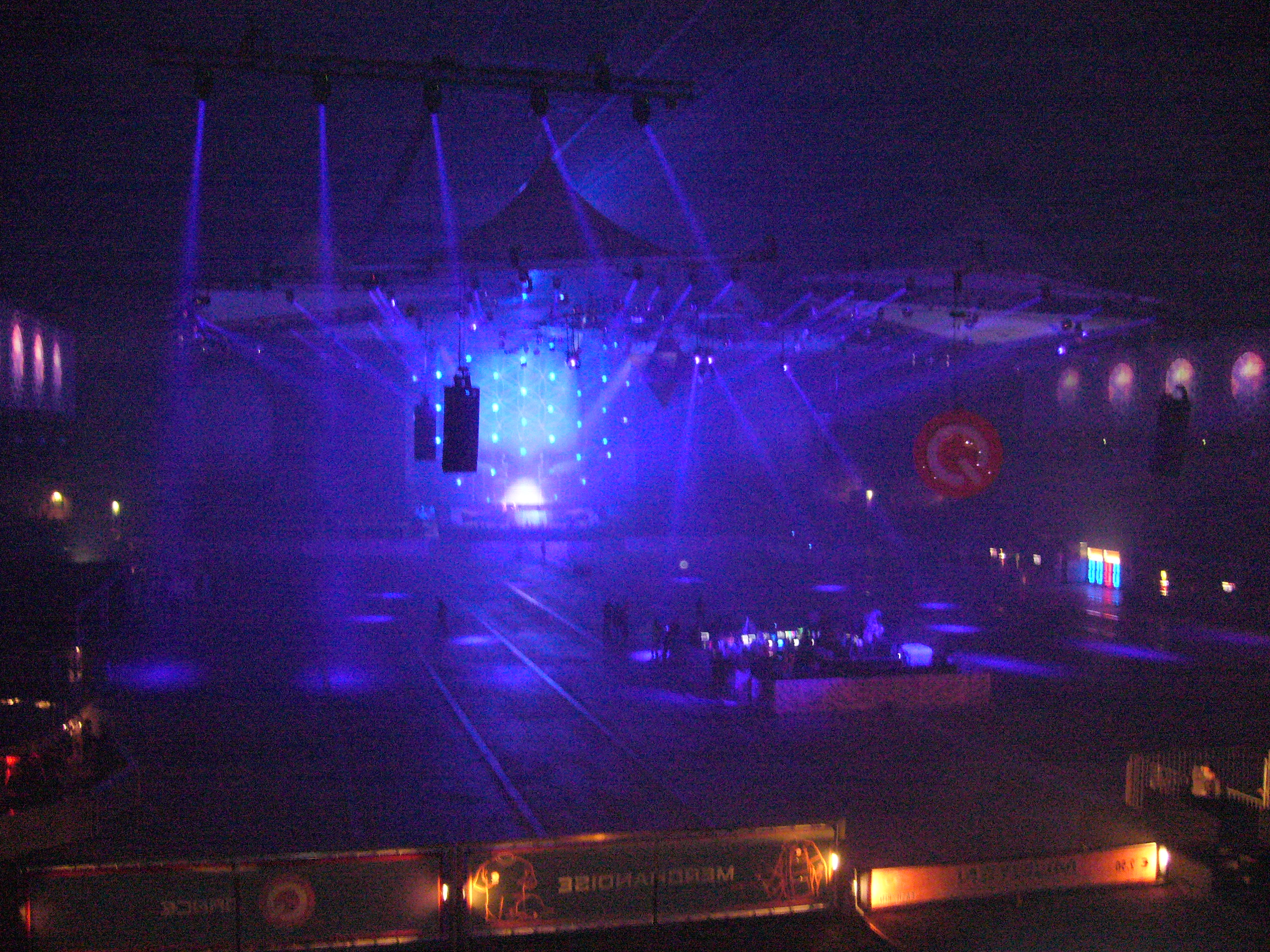
Qlimax 2008, 30 minuti prima dell'inizio dell'evento

L'evento è solito snodarsi con la seguente scaletta:
- Il 1° DJ suona hardtrance o hardstyle oldschool;
- Dal 2° al penultimo DJ hardstyle;
- L'ultimo DJ della serata suona hardcore o frenchcore.

## Edizioni

### Qlimax 2000 e 2001
- 3 giugno 2000, Eindhoven;
- 21 ottobre 2000, Amsterdam;
- 3 febbraio 2001, Amsterdam;
- 2 giugno 2001, Amsterdam;
- 8 dicembre 2001, Amsterdam.

### Qlimax 2002
Edizione del 6 aprile 2002 al Thialf Stadion di Heerenveen:
Formazione:
- Kai Tracid
- Gary D
- Captain Tinrib
- Cosmic Gate
- Warmdüscher
- Lady Dana
- Technoboy
- Pavo

Edizione del 21 settembre 2002, a Silverdome ad Zoetermeer:
Formazione:
- Pavo
- Lady Dana
- DJ Zenith
- The Darkman
- Melanie Di Tria
- Charly Lownoise
- Technoboy
- DJ Gizmo
- Luna
- Sunny D
- Alpha Twins
- Bas & Ram
- DJ Isaac
- Pila
- Haze & Abyss

### Qlimax 2003
Nel 2003 si svolsero due edizioni, la prima il 12 aprile e la seconda il 22 novembre, al GelreDome di Arnhem
Edizione del 12 aprile, al Thialf Stadion di Heerenveen:
Formazione:
- Lady Dana
- Gary D
- DJ Isaac
- Luna
- Pavo
- Pila
- Super Marco May
- Technoboy
- The Prophet
- DJ Zenith

MC: Ruffian
Anthem: The Prophet - Follow The Leader
Edizione del 22 novembre, al GelreDome di Arnhem:
Formazione:
- Bas & Ram
- Kai Tracid
- Max B Grant
- Daniele Mondello
- Luna
- Technoboy
- Pavo
- The Prophet
- Deepack
- Bass-D & King Matthew

MC: Ruffian
Anthem: Deepack - The Prophecy

### Qlimax 2004
Edizione del 27 novembre 2004 a Gelredome ad Arnhem.
Formazione:
- Igor S.
- Charly Lownoise
- Zany
- Pila
- DJ Hardenz
- Lady Dana
- DJ Luna
- Pavo
- Technoboy & The Prophet
- Outblast

Anthem: Deadlock - Future Tribes

### Qlimax 2005
Edizione del 19 novembre 2005 a GelreDome ad Arnhem
Formazione:
- Bas & Ram
- Beholder & The Balistic
- Pila
- Zany
- The Prophet
- Luna
- DJ Isaac
- Alpha Twins
- Technoboy
- Vince

Anthem: Zany - Science & Religion

### Qlimax 2006
Edizione del 4 febbraio 2006 all'Ethias Arena ad Hasselt (Belgio)
Edizione del 25 novembre 2006 a GelreDome ad Arnhem.
Formazione:
- Yves de Ruyter
- Dj Ruthless
- Showtek
- The Prophet & Headhunterz
- Tatanka
- Zany & Donkey rollers
- DJ Luna
- Alpha Twins
- Lady Dana
- Dj Promo

MC: Ruffian
Anthem: Alpha Twins - The Darkside

### Qlimax 2007
Edizione del 17 novembre 2007 a GelreDome ad Arnhem
Formazione:
- Fausto
- DJ Ghost
- Brennan Heart
- Showtek
- Headhunterz
- Zany & The Prophet
- Technoboy
- Neophyte

MC: Ruffian
Anthem: Headhunterz - The Power Of The Mind
Edizione nel 1º dicembre 2007 all'Ethias Arena ad Hasselt (Belgio)
Formazione:
- Lobotomy Inc.
- DJ Ghost
- Ruthless
- Headhunterz
- Technoboy
- Zany & The Prophet
- Deepack
- Lady Dana
- Vince

Anthem: Headhunterz - The Power Of The Mind

### Qlimax 2008
Edizione nel 22 novembre 2008 a GelreDome ad Arnhem.
Formazione:
- - Mark Sherry
  - Showtek
  - Headhunterz
  - Project One
  - D-Block & S-te-Fan
  - Technoboy
  - Tatanka
  - Zany & Vince

MC: Ruffian
Anthem: Technoboy - Next Dimensional World

### Qlimax 2009
Edizione del 21 novembre 2009 a GelreDome ad Arnhem.
Formazione:
- - Isaac
  - A-Lusion
  - Davide Sonar
  - Brennan Heart
  - Technoboy
  - D-Block & S-te-Fan
  - Headhunterz
  - Noisecontrollers
  - Deepack
  - Noize Suppressor

MC: Ruffian
Anthem: D-Block & S-te-Fan - The Nature Of Our Mind

### Qlimax 2010
Edizione nel 27 novembre 2010 a GelreDome ad Arnhem.
Formazione:
- - Pavelow
  - Stephanie
  - Wildstylez
  - Wildstylez & Noisecontrollers
  - TNT (Technoboy & Tuneboy)
  - Brennan Heart
  - D-Block & S-te-Fan
  - Psyko Punkz (LIVE)
  - Zatox
  - Endymion & Evil Activities

MC: Ruffian
Anthem: Brennan Heart - Alternate Reality

### Qlimax 2011
Edizione nel 26 novembre 2011 a GelreDome ad Arnhem.
Formazione:
- - Stana
  - Coone
  - Headhunterz
  - Zany & The Pitcher Ft. DV8
  - Noisecontrollers
  - Zatox
  - Ran-D
  - Gunz For Hire
  - The Prophet

MC: Ruffian
Anthem: Zatox - No Way Back

### Qlimax 2012
Edizione nel 24 novembre 2012 a GelreDome ad Arnhem.
Formazione:
- - A*S*Y*S
  - Wildstylez
  - Frontliner
  - Isaac
  - Technoboy
  - Zatox
  - Psyko Punkz
  - Brennan Heart
  - Adaro
  - B-Front
  - Evil Activities & E-Life

MC: Ruffian & Villain
Anthem: Psyko Punkz - Fate Or Fortune

### Qlimax 2013
Edizione nel 23 novembre 2013 a GelreDome ad Arnhem.
Formazione:
- - ACTI
  - Wildstylez & Max Enforcer
  - Code Black
  - Coone
  - Gunz For Hire
  - Noisecontrollers
  - Zatox
  - Alpha²
  - Mad Dog & Art Of Fighters

MC: Ruffian
Anthem: Gunz For Hire Ft. Ruffian - Immortal

### Qlimax 2014
Edizione nel 22 novembre 2014 a GelreDome ad Arnhem.
Formazione:
- - Audiofreq & Technoboy
  - Headhunterz
  - Atmozfears
  - Frontliner
  - Noisecontrollers
  - Ran-D
  - Crypsis
  - Endymion
  - The Viper
  - Partyraiser

MC: Ruffian
Anthem: Noisecontrollers - The Source Code Of Creation

### Qlimax 2015
Edizione del 21 novembre 2015 a GelreDome ad Arnhem.
Formazione:
- - DJ Isaac
  - Bass Modulators
  - Atmozfears
  - Noisecontrollers & Wildstylez
  - Brennan Heart & Ran-D
  - Adaro & Zatox
  - Frequencerz
  - Deetox
  - Tha Playah

MC: Villain
Anthem: Atmozfears - Equilibrium

### Qlimax 2016
Edizione del 19 novembre 2016 a GelreDome ad Arnhem.
Formazione:
- - Tuneboy
  - Audiotricz
  - Coone
  - Brennan Heart
  - Project One
  - Bass Modulators
  - Ran-D
  - Frequencerz
  - B-Front
  - Angerfist

MC: Villain
Anthem: Coone - Rise Of The Celestials

### Qlimax 2017
Edizione nel 18 novembre 2017 a GelreDome di Arnhem.
Formazione:
- - TNT
  - D-Block & S-Te-Fan
  - Wildstylez
  - Da Tweekaz
  - Noisecontrollers & Atmozfears
  - Frequencerz
  - Phuture Noize (Surprise Act)
  - Sub Zero Project
  - Gunz 4 Hire
  - N-Vitral

MC: Villain
Anthem: Wildstylez - Temple of Light

### Qlimax 2018
Edizione nel 24 novembre 2018 a GelreDome di Arnhem.
Formazione:
- Luna
- Sound Rush
- Coone
- Bass Modulators
- Wildstylez (LIVE)
- Sub Zero Project
- Tweekacore (LIVE)
- Phuture Noize
- B-Freqz (LIVE)
- Dr. Peacock

MC: Villain
Anthem: Sub Zero Project  - The Game Changer

### Qlimax 2019
Edizione nel 23 novembre 2019 a GelreDome di Arnhem.
Formazione:
- KELTEK
- Sound Rush
- D-Block & S-te-Fan
- Headhunterz
- B-Front
- Ran-D
- D-Sturb
- Rejecta
- Radical Redemption
- Miss K8

MC: Villain
Anthem: B-Front - Symphony of Shadows

### Qlimax 2020
Edizione del 28 novembre 2020 registrata a Centrale Markthallen in Amsterdam e trasmessa in streaming per via della pandemia da Covid-19. È la prima edizione che è stata riproposta parzialmente anche in streaming su Netflix.
Formazione:
- The Qreator
- Sub Zero Project
- Phuture Noize
- Headhunterz & JDX
- B-Front
- KELTEK
- Sefa

MC: Villain
Anthem: Ogni DJ ha presentato un suo anthem. Il tema era The Source.

### Qlimax 2021
Edizione del 20 novembre 2021 registrata a Centrale Markthallen in Amsterdam e trasmessa in streaming per via delle restrizioni del governo nederlandese per la pandemia da Covid-19. Il tema doveva essere The Reawakening, ma le restrizioni dovute alla pandemia hanno spinto l'azienda ad un cambio repentino.
Formazione:
- Zany
- D-Block & S-Te-Fan
- The Qreator
- Sub Zero Project
- Ran-D
- KELTEK, Devin Wild, Frequencerz & Vertile
- Sound Rush
- Rebelion
- D-Sturb & Act of Rage
- Sefa

MC: Villain
Anthem: Ran-D ft. Charlotte Wessels - The Reawakening. Il tema è stato cambiato in Distorted Reality.

### Qlimax 2022
Edizione del 26 novembre 2022 a GelreDome di Arnhem.
Formazione
- Zany
- The Qreator
- Sound Rush
- D-Block & S-Te-Fan
- Ran-D
- Sub Zero Project
- The Prophet
- Rebelion
- D-Sturb & Act of Rage
- Rooler
- Sefa

MC: Villain
Anthem: Ran-D ft. Charlotte Wessels - The Reawakening

### Qlimax 2023
Edizione del 18 novembre 2023 a GelreDome di Arnhem.
Formazione
- Deepack
- Brennan Heart presents Blademasterz
- Showtek
- TNT
- Hard Driver
- Devin Wild
- The Qreator
- B-Front x Phuture Noize: The Enlightenment
- Cryex & The Purge & Adjuzt
- Vertile
- Warface
- Deadly Guns

MC: Villain
Anthem: Hard Driver - Enter The Void

### Qlimax 2024
Edizione del 16 novembre 2024 a GelreDome di Arnhem.
Formazione
- Deepack vs Luna vs Zany
- Wildstylez & Noisecontrollers
- Coone
- The Darkside of Hardstyle (intermezzo)
- Brennan Heart aka Blademasterz
- D-Block & S-Te-Fan
- Phases of Hardstyle (intermezzo)
- TNT
- The Power of the Mind (intermezzo, tributo a Headhunterz)
- B-Front & Phuture Noize
- Adaro
- Rebelion
- D-Sturb & Act of Rage
- Mad Dog
- Sefa & Dr. Peacock

MC: Villain
Anthem: Nessuno, il tema era The Final Prophecy